# آوو کیر
آوو کیر (استونیایی: Avo Kiir؛ زادهٔ ۱ ژانویهٔ ۱۹۵۲) سیاستمدار و نماینده سابق مجلس اهل استونی است.